# Apple TV
Apple TV er en digital media modtager udviklet og solgt af Apple Inc. Den er en lille boks designet til at afspille digitalt indhold fra:
- iTunes Store
- YouTube, Flickr, MobileMe, NBA League Pass, MLB.tv, Vimeo, Netflix[1]
- Pt (2012) ikke i Danmark: NHL GameCenter
- Kun i Apple TV 2; i Apple TV 3 og 4 kan man ikke lytte til gratis Internetradio kanaler fra f.eks. live365.com. Det er fjernet. Til gengæld kan man købe adgang til Apple Music (!).
- Apple TV kan også modtage digitalt indhold fra enhver Mac OS X eller Windows computer, som kører iTunes – og sender SDTV eller HDTV (version 3) op på en bredskærms fjernsyn – i tredje generation også via AirPlay med nyere Apple computere. Muligvis skal det digitale indhold transcodes til de formater som Apple TVs hardware understøtter.

En tredje generation af Apple TV blev introduceret d. 7. marts 2012, med et par nye egenskaber såsom højere opløsning (1080p) og en ny brugergrænseflade. Den har en indbygget 6W strømforsyning og bruger 0,8 Watt i standby og 1,9 Watt i brug.

Der er 8 Gbyte flash-lager.

Der er mulighed for TOSLINK, HDMI, ethernet og wi-fi kommunikation. Der er også et mikro-USB stik som dog (pt) kun er beregnet til service – og f.eks. pt er uegnet til hardiskbokse med USB-port. Der er en infrarød-modtager til den medfølgende infrarøde-fjernbetjening. Apple TV kan også fjernstyres via en App i iPod eller iPhone.
Der er ingen traditionelle harddiske i anden og tredje generation af Apple TV.